# 大木厂镇
大木厂镇，是中华人民共和国湖北省十堰市房县下辖的一个乡镇级行政单位。

## 行政区划
大木厂镇下辖以下地区：
大木街村、八里坪村、北坡村、东河村、双庙村、黄家营村、五谷庙村、百户河村、三元村、泰山铺村、马进洞村、三岔村、马回村、共青村、桥梁村、双泉寺村、安阳沟村和高船村。